# 500년

## 연호
- 남제(南齊) 영원(永元) 2년
- 북위(北魏) 태화(太和) 24년 / 경명(景明) 원년

## 기년
- 남제(南齊) 후폐제(後廢帝) 2년
- 북위(北魏) 선무제(宣武帝) 원년
- 신라(新羅) 소지 마립간(炤知麻立干) 22년 / 지증왕(智證王) 원년
- 고구려(高句麗) 문자명왕(文咨明王) 10년
- 백제(百濟) 동성왕(東城王) 22년

## 사건
- 영국 - 몬스 바도니쿠스 전투에서 아서 왕이 활약.
- 신라의 소지 마립간이 사망하여 지증왕이 왕위에 오르다.
- 노르웨이 건국

## 사망
- 신라(新羅) 21대 왕 소지 마립간(炤知麻立干)